# Santiago Hidalgo
Santiago Hidalgo (Santiago del Estero, Argentina; 17 de febrero de 2005) es un futbolista argentino. Juega de delantero y su equipo actual es el Toulouse FC de la Ligue 1

## Trayectoria
Tras un paso por las inferiores de San Lorenzo, Hidalgo entró al equipo juvenil del Independiente a los once años. Debutó por el primer equipo el 16 de julio de 2022 en el empate sin goles contra Rosario Central.

## Toulouse
Tras jugar un torneo amistoso con la selección sub-20 en 2025, logró conseguir una oferta del futbol europeo. El Toulouse FC lo fichó en aproximadamente 2.5 millones por el 70%.

## Selección nacional
Es internacional juvenil por la selección sub-17 de Argentina.

## Estadísticas
Actualizado al último partido disputado el 24 de mayo de 2025
| Club                    | Div.          | Temporada     | Liga  | Liga  | Copas nacionales | Copas nacionales | Otros | Otros | Total | Total |
| Club                    | Div.          | Temporada     | Part. | Goles | Part.            | Goles            | Part. | Goles | Part. | Goles |
| ----------------------- | ------------- | ------------- | ----- | ----- | ---------------- | ---------------- | ----- | ----- | ----- | ----- |
| Independiente Argentina | 1.ª           | 2022          | 2     | 0     | —                | —                | —     | —     | 2     | 0     |
| Independiente Argentina | 1.ª           | 2023          | 11    | 0     | 1                | 0                | —     | —     | 12    | 0     |
| Independiente Argentina | 1.ª           | 2024          | 15    | 1     | 1                | 0                | —     | —     | 16    | 1     |
| Independiente Argentina | 1.ª           | 2025          | 10    | 0     | 1                | 0                | 4     | 1     | 15    | 1     |
| Independiente Argentina | Total club    | Total club    | 38    | 1     | 3                | 0                | 4     | 1     | 45    | 2     |
| Toulouse Francia        | 1.ª           | 2025-26       | 0     | 0     | 0                | 0                | 0     | 0     | 0     | 0     |
| Toulouse Francia        | Total club    | Total club    | 0     | 0     | 0                | 0                | 0     | 0     | 0     | 0     |
| Total carrera           | Total carrera | Total carrera | 38    | 1     | 3                | 0                | 4     | 1     | 45    | 2     |